# Volume two (Soft Machine)
Volume Two is het tweede album van de Britse rockgroep Soft Machine, uitgebracht in 1969. Aan de psychedelia en humor van het eerste album werden ditmaal jazzinvloeden toegevoegd.

## Tracks
1. "Rivmic Melodies"
  1. "Pataphysical Introduction – part I" – 1:01
  2. "A Concise British Alphabet – part I" – 0:10
  3. "Hibou, Anemone and Bear" – 5:59
  4. "A Concise British Alphabet – part II" – 0:12
  5. "Hulloder" – 0:54
  6. "Dada Was Here" – 3:26
  7. "Thank You Pierrot Lunaire" – 0:49
  8. "Have You Ever Bean Green?" – 1:19
  9. "Pataphysical Introduction – part II" – 0:51
  10. "Out of Tunes" – 2:34
2. "As Long as He Lies Perfectly Still" – 2:35
3. "Dedicated to You But You Weren't Listening" – 2:32
4. "Esther's Nose Job"
  1. "Fire Engine Passing with Bells Clanging" – 1:51
  2. "Pig" – 2:09
  3. "Orange Skin Food" – 1:47
  4. "A Door Opens and Closes" – 1:10
  5. "10:30 Returns to the Bedroom" – 4:13

## Bezetting
- Robert Wyatt – drums, lead vocals en achtergrondzang
- Mike Ratledge – Lowrey Holiday De Luxe orgel, piano, fluit
- Hugh Hopper – bas, akoestische gitaar, altsaxofoon

met:
- Brian Hopper - sopraan- en tenorsaxofoon